# Margem direita da Ucrânia

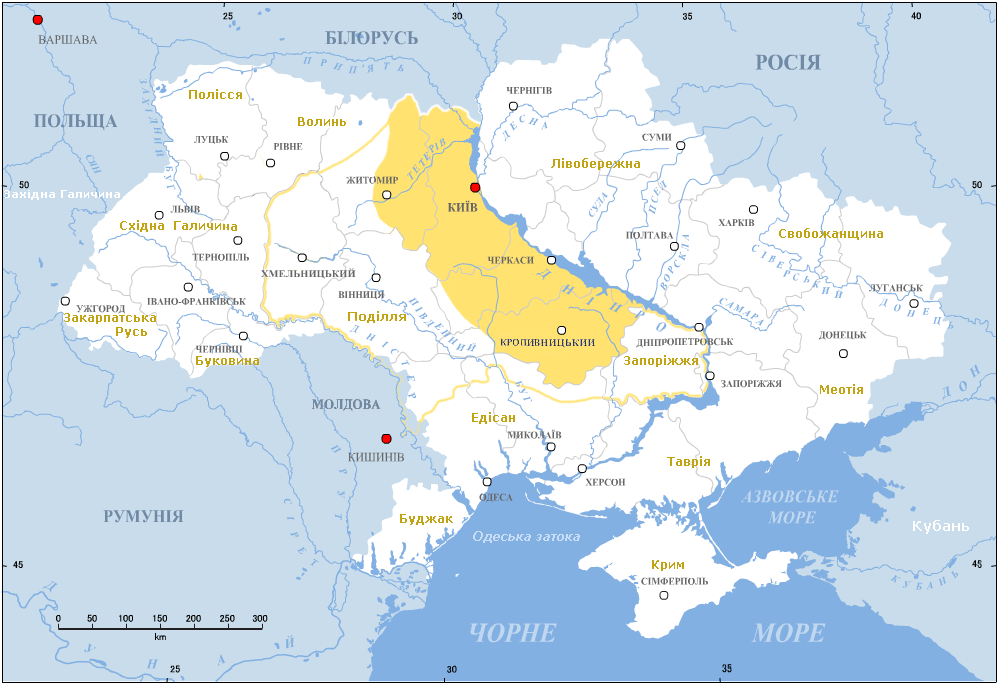
Margem direita da Ucrânia

Margem esquerda da Ucrânia (ucraniano: Правобережна україна, Prawoberezhna Ukraina: Правобережная украина, Prawobhnaya Ukraina; russo: Правобережная Украина, Тогобочная Украина, Заднепровский край; polaco: Prawobrzeżna Ucrina; eslovaco: Pravobrežná Ukrajina; húngaro: Jobb Parti Ukrajna) é um nome histórico e territorial para uma parte da Ucrânia moderna a margem direita (oeste) do rio Dnieper, correspondente aos oblasts modernos de Vinnytsia, Zhytomyr, Kirovohrad, bem como as partes ocidentais de Kiev e Cherkasy. Foi separada da margem esquerda durante a Ruína.
A Ucrânia da margem direita faz fronteira com as regiões históricas de Volínia e Podólia a oeste, Moldávia a sudoeste, Yedisan e Zaporójia ao sul, Ucrânia da margem esquerda a leste e Polésia ao norte.
As principais cidades da região incluem Cherkasy, Kropyvnytskyi, Bila Tserkva, Zhytomyr e Oleksandriia.

## História

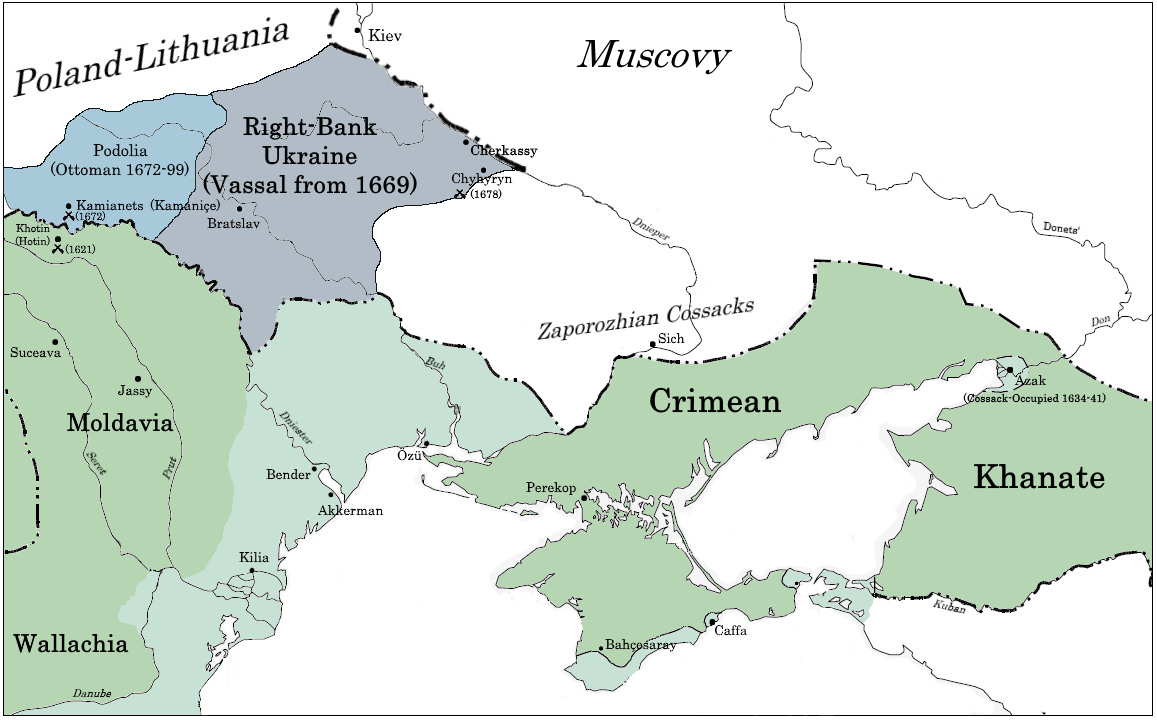
Sul da margem direita da Ucrânia como vassalo do Império Otomano

A história da margem direita e esquerda da Ucrânia está intimamente associada à Rebelião Khmelnytski de 1648-1657. O território fazia parte da Comunidade Polaco-Lituana sob a Casa de Vasa até a guerra russo-polonesa desencadeada pelo Tratado de Pereyaslav de Khmelnytski, 1654, com a aliança Moscóvia. Após o conflito de 13 anos, o vitorioso Czarado da Rússia incorporou a margem esquerda da Ucrânia junto com a cidade de Kiev em 1667 após a Trégua de Andrusovo. Enquanto isso, a margem direita da Ucrânia permaneceu na Comunidade Polaco-Lituana até as Partições da Polônia no final do século XVIII. Como parte da Província da Pequena Polônia da Coroa Polonesa, foi dividida em duas voivodias: Kiev e Bracław. Em 1669, Hetman Petro Doroshenko permitiu que a Ucrânia da margem direita fizesse parte do Império Otomano. A Podólia mais meridional na margem direita da Ucrânia foi invadida pelos otomanos em 1672. Após a vitória em 1683 das potências cristãs na Batalha de Viena, em 1699 o Tratado de Karlowitz devolveu essas terras à Comunidade Polaco-Lituana. Durante o século XVIII, duas revoltas cossacas aconteceram. Em 1793, a margem direita da Ucrânia foi anexada pelo Império Russo na Segunda Partição da Polônia, tornando-se parte da guberniya ('governorado') da Pequena Rússia.
No Séc. XIX, a população da margem direita da Ucrânia era principalmente ucraniana, mas a maior parte da terra era de propriedade da nobreza polonesa ou ucraniana polonizada. Muitas das vilas e cidades pertenciam ao Pátio de Assentamento e tinham uma população judaica substancial, enquanto a nobreza de língua polonesa era principalmente católica romana. A maior parte do campesinato tornou-se greco-católica apenas no Séc. XVIII, e após as Partições da Polônia, em grande parte convertida à Ortodoxia muito antes do desestabelecimento da Unia em 1839. A margem direita da Ucrânia foi posteriormente dividida em quatro províncias (guberniyas), cada uma com administração própria: Kiev, Volínia, Kherson e Podólia.

## Hetmans (1685-1699)
- Andriy Mohyla (1684–1689)
- Hryshko Ivanovitch (1689–1692)
- Samiylo Samus (1693–1699)